# 포괄수가제
포괄수가제는 DRG 분류체계를 이용하여 입원환자의 진료비를 보상하는 제도로서 입원기간 동안 제공된 검사, 수술, 투약 등 의료서비스의 종류나 양에 관계없이 어떤 질병의 진료를 위해 입원 했었는가에 따라 미리 책정된 일정액의 진료비를 보상하는 제도이다. 즉, 같은 질병이라도 환자의 중증도에 따라 정해진 가격은 서로 다를수있다.

## 같이 보기
- 행위별수가제